# Farol de Vale Formoso
Der Farol de Vale Formoso ist ein Leuchtturm bei Capelo im Westen der Azoreninsel Faial. Er ist unter der internationalen Nummer D-2699 und der nationalen Nummer 868 registriert. Seine Kennung sind zwei jeweils zwei Sekunden lange Blitze innerhalb von 10 Sekunden. Die Tragweite beträgt 13 Seemeilen (24 km).
Der Leuchtturm wurde am Ende der 1950er Jahre als Ersatz für den 2,5 km nordwestlich gelegenen Farol da Ponta dos Capelinhos gebaut, der im September 1957 nach einem Vulkanausbruch stillgelegt werden musste. Der Turm besteht aus weiß gestrichenem Stahlbeton mit einer Galerie und einer rote Laterne.